# Dżazzar Pasza
Ahmad al-Dżazzar (po arabsku أحمد الجزار, znany jako Dżazzar (Dżezzar) Pasza; ur. 1720 roku w Stolacu, zm. 1804 roku w Akce) – osmański pasza Akki i Galilei.

## Młodość
Urodził się w bośniackiej miejscowości Stolac. W wyniku oskarżenia o zabójstwo trafił na rynek niewolników do Stambułu. Tam został zakupiony przez egipskiego kupca, który nawrócił go na islam i wykorzystał do zamordowania swojego przełożonego. Dżazzar otrzymał przezwisko „Rzeźnik”, które pozwoliło ukształtować jego reputację.

## Pasza Akki
Dżazzar objął stanowisko paszy Akki w 1775 roku. Wykorzystując zyski z handlu wybudował obecne mury miejskie, szereg budynków użyteczności publicznej i meczet Ahmada al-Dżazzara. Większość budynków dzisiejszego starego miasta pochodzi z okresu jego władzy. Około 1780 Dżazzar usunął z miasta francuską kolonię handlową i odmówił przyjęcia francuskiego konsula. Ahmed słynął z okrucieństwa. Za każdą pomyłkę obcinał uszy i wyłupywał oczy swoim służącym i podkomendnym.
W trakcie wyprawy napoleońskiej do Egiptu, miasto Akka zostało oblężone na trzy miesiące. Dżazzar objął dowodzenie nad 40-tysięcznym garnizonem. Wraz z brytyjską flotą pod wodzą komodora Smitha zmusili Napoleona do odwrotu.
Z pomocą swojego żydowskiego doradcy Haima Farhiego, Dżazzar rozpoczął zakrojony plan odbudowy Akki, między innymi utworzył łaźnię turecką i wyremontował wodociągi.
Został pochowany wraz ze swoim adoptowanym synem na dziedzińcu swojego pałacu.